# 烏爾文納
50°26′44″N 26°14′44″E / 50.44556°N 26.24556°E
烏爾文納（烏克蘭語：Урвенна），是烏克蘭西北部的村莊，隸屬里夫內州的里夫內區。該村始建於1947年，面積6.96平方公里，海拔高度210米，2001年人口478，人口密度每平方公里68.7人。